# Nanthasen
Nanthasen (? - tháng 7 năm 1795) vương hiệu đầy đủ Somdet Brhat Chao Anandasena Bungmalaya Chandapuri Sri Sadhana Kanayudha Visudhirattana Rajadhanipuri Rama Lan Xang Krum Klao, tiếng Việt gọi là Chiêu Nan (昭難), là một vua của Vương quốc Viêng Chăn, trị vì từ tháng 11 năm 1781 đến tháng 1 năm 1795.